# Ентропія Реньї
У теорії інформації ентропія Реньї — узагальнення ентропії Шеннона — є сімейством функціоналів, використовуваних як міра кількісної різноманітності, невизначеності або випадковості деякої системи. Названо на честь Альфреда Реньї.
Якщо деяка система має дискретну множину доступних станів {\displaystyle X=\{x_{1},...,x_{n}\}}, якій відповідає розподіл імовірностей {\displaystyle p_{i}} для {\displaystyle i=1,...,n} (тобто {\displaystyle p_{i}} — ймовірності перебування системи в станах {\displaystyle x_{i}}), то ентропія Реньї з параметром {\displaystyle \alpha } (при {\displaystyle \alpha \geq 0} і {\displaystyle \alpha \neq 1}) системи визначається як
{\displaystyle \mathrm {H} _{\alpha }(X)={\frac {1}{1-\alpha }}\log \sum _{i=1}^{n}p_{i}^{\alpha }={\frac {1}{1-\alpha }}\log {\Big \langle }p^{\alpha -1}{\Big \rangle }} ,
де кутовими дужками позначено математичне очікування за розподілом {\displaystyle p_{i}} ({\displaystyle p} — ймовірність перебування системи в деякому стані як випадкова величина), логарифм береться за основою 2 (для рахунку в бітах) чи іншою зручною основою (більшою від 1). Основа логарифма визначає одиницю вимірювання ентропії. Так, у математичній статистиці зазвичай використовується натуральний логарифм.
Якщо всі ймовірності {\displaystyle p_{i}=1/n}, тоді за будь-якого {\displaystyle \alpha } ентропія Реньї {\displaystyle \mathrm {H} _{\alpha }(X)=\log n}. Інакше {\displaystyle \alpha }-ентропія спадає як функція {\displaystyle \alpha }. Причому вищі значення {\displaystyle \alpha } (що прямують до нескінченності) надають ентропії Реньї значення, більшою мірою визначені лише найвищими ймовірностями подій (тобто внесок в ентропію малоймовірних станів зменшується). Проміжний випадок {\displaystyle \alpha =1} у границі дає ентропію Шеннона, яка має особливі властивості. Нижчі значення {\displaystyle \alpha } (що прямують до нуля), дають значення ентропії Реньї, яке зважує можливі події рівномірніше, менше залежно від їх імовірностей. А при {\displaystyle \alpha =0} отримуємо максимально можливу {\displaystyle \alpha }-ентропію, рівну {\displaystyle \log n} незалежно від розподілу (тільки аби {\displaystyle p_{i}\neq 0}).
Сенс параметра {\displaystyle \alpha } можна описати, кажучи неформальною мовою, як сприйнятливість функціоналу до відхилення стану системи від рівноважного: що більше {\displaystyle \alpha }, то швидше зменшується ентропія за відхилення системи від рівноважного стану. Сенс обмеження {\displaystyle \alpha \geq 0} полягає в тому, щоб забезпечувалося збільшення ентропії за наближення системи до рівноважного (більш імовірного) стану. Ця вимога є природною для поняття «ентропія». Слід зауважити, що для ентропії Цалліса, яка еквівалентна ентропії Реньї з точністю до незалежного від {\displaystyle X} монотонного перетворення, відповідне обмеження часто опускають, при цьому для від'ємних значень параметра замість максимізації ентропії використовують її мінімізацію.
Ентропія Реньї відіграє важливу роль в екології і статистиці, визначаючи так звані індекси різноманітності. Ентропія Реньї також важлива в квантовій інформації, її можна використовувати як міру складності. У ланцюжку Гейзенберга {\displaystyle XY} ентропію Реньї розраховано в термінах модулярних функцій, що залежать від {\displaystyle \alpha }. Вони також призводять до спектру показників фрактальної розмірності.

## Ηαдля деяких конкретних значеньα

### Деякі окремі випадки
- при {\displaystyle \alpha =0} ентропія Реньї не залежить від імовірностей станів (вироджений випадок) і дорівнює логарифму числа станів (логарифму потужності множини {\displaystyle X}):

{\displaystyle \mathrm {H} _{0}(X)=\log n=\log |X|} .
Цю ентропію іноді називають ентропією Гартлі. Вона використовується, наприклад, у формулюванні принципу Больцмана.
- У границі при {\displaystyle \alpha \to 1}, можна показати, використовуючи правило Лопіталя, що {\displaystyle \mathrm {H} _{\alpha }} збігається до ентропії Шеннона. Таким чином, сімейство ентропій Реньї можна довизначити функціоналом

{\displaystyle \mathrm {H} _{1}(X){\stackrel {\mathrm {df} }{\;=\;}}\lim _{\alpha \to 1}\mathrm {H} _{\alpha }(X)=\mathrm {H} (X)=-\sum _{i=1}^{n}p_{i}\log p_{i}} .
- Квадратична ентропія, іноді звана ентропією зіткнень, — це ентропія Реньї з параметром {\displaystyle \alpha =2}:

{\displaystyle \mathrm {H} _{2}(X)=-\log \sum _{i=1}^{n}p_{i}^{2}=-\log \operatorname {Prob} \{x=y\}} ,
де {\displaystyle x} і {\displaystyle y} — незалежні випадкові величини, однаково розподілені на множині {\displaystyle X} з імовірністю {\displaystyle p_{i}} ({\displaystyle i=1,...,n}). Квадратична ентропія використовується у фізиці, обробці сигналів, економіці.
- Існує границя

{\displaystyle \mathrm {H} _{\infty }(X){\stackrel {\mathrm {df} }{\;=\;}}\lim _{\alpha \to \infty }\mathrm {H} _{\alpha }(X)=-\log \sup _{i}p_{i}} ,
яку називають min-ентропією, тому що це найменше значення {\displaystyle \mathrm {H} _{\alpha }}. Ця ентропія також є виродженим випадком, оскільки її значення визначається тільки найбільш імовірним станом.

### Нерівності для різних значеньα
Два останніх випадки пов'язані співвідношенням {\displaystyle \mathrm {H} _{\infty }<\mathrm {H} _{2}<2\mathrm {H} _{\infty }}. З іншого боку, ентропія Шеннона {\displaystyle \mathrm {H} _{1}(X)} може бути як завгодно високою для розподілу X із фіксованою min-ентропією.
{\displaystyle \mathrm {H} _{2}<2\mathrm {H} _{\infty }} тому що {\displaystyle \log \sum \limits _{i=1}^{n}{p_{i}^{2}}\geq \log \sup _{i}p_{i}^{2}=2\log \sup _{i}p_{i}} .
{\displaystyle \mathrm {H} _{\infty }<\mathrm {H} _{2}}, тому що {\displaystyle \log \sum \limits _{i=1}^{n}{p_{i}^{2}}<\log \sup _{i}p_{i}\left({\sum \limits _{i=1}^{n}{p_{i}}}\right)=\log \sup _{i}p_{i}} .
{\displaystyle \mathrm {H} _{1}\geq \mathrm {H} _{2}} відповідно до нерівності Єнсена {\displaystyle \sum \limits _{i=1}^{n}{p_{i}\log p_{i}}\leq \log \sum \limits _{i=1}^{n}{p_{i}^{2}}} .

## Розходження (дивергенції) Реньї
Крім сімейства ентропій, Реньї також визначив спектр мір розходжень (дивергенцій), які узагальнюють розходження Кульбака — Лейблера. Формули цього розділу записано в загальному вигляді — через логарифм за довільною основою. Тому потрібно розуміти, що кожна наведена формула являє собою сімейство еквівалентних функціоналів, визначених з точністю до сталого (додатного) множника.
Розходження Реньї з параметром {\displaystyle \alpha }, де {\displaystyle \alpha >0} і {\displaystyle \alpha \neq 1}, розподілу {\displaystyle Q} відносно розподілу {\displaystyle P} (або «відстань від {\displaystyle P} до {\displaystyle Q}») визначається як
{\displaystyle D_{\alpha }(P\|Q)={\frac {1}{\alpha -1}}\log \sum _{i=1}^{n}p_{i}^{\alpha }q_{i}^{1-\alpha }={\frac {1}{\alpha -1}}\log {\Big \langle }(p/q)^{\alpha -1}::P{\Big \rangle }}
або (формально, без урахування нормування ймовірностей)
{\displaystyle D_{\alpha }(P\|Q)=-\mathrm {H} _{\alpha }{\Bigg (}{\frac {p}{q^{1-1/\alpha }}}{\Bigg )}} ,
{\displaystyle \mathrm {H} _{\alpha }(P)=-\left.D_{\alpha }(P\|Q)\right|_{q=1}}.
Як і розходження Кульбака — Лейблера, розходження Реньї є невід'ємним для {\displaystyle \alpha >0}.

### Деякі окремі випадки
- При {\displaystyle \alpha =0} дивергенція Реньї не визначена, однак сімейство дивергенцій можна довизначити елементом

{\displaystyle D_{0}(P\|Q){\stackrel {\mathrm {df} }{\;=\;}}\lim _{\alpha \to 0}D_{\alpha }(P\|Q)=-\log \sum _{i=1}^{n}q_{i}\operatorname {sgn} p_{i}} : мінус логарифм від суми ймовірностей {\displaystyle q}, таких що відповідні {\displaystyle p>0}.
- {\displaystyle D_{1/2}(P\|Q)=-2\log \sum _{i=1}^{n}{\sqrt {p_{i}q_{i}}}} : відстань Бгаттачар'я (мінус логарифм від коефіцієнта Бгаттачар'я, несуттєвим множником {\displaystyle 2} нехтуємо). Це розходження, з точністю до монотонного перетворення[en], еквівалентне відстані Геллінгера[en] та сферичній відстані Бгаттачар'я — Рао[ru], проте на відміну від них не задовольняє нерівності трикутника, а тому не є метрикою в просторі розподілів.

- {\displaystyle D_{1}(P\|Q){\stackrel {\mathrm {df} }{\;=\;}}\lim _{\alpha \to 1}D_{\alpha }(P\|Q)=D_{KL}(P\|Q)=\sum _{i=1}^{n}p_{i}\log {\frac {p_{i}}{q_{i}}}={\Big \langle }\log {\frac {p}{q}}::P{\Big \rangle }} : розходження Кульбака — Лейблера (дорівнює математичному сподіванню відносно розподілу {\displaystyle P} логарифма відношення ймовірностей {\displaystyle p/q}).

- {\displaystyle D_{2}(P\|Q)=\log \sum _{i=1}^{n}{\frac {p_{i}^{2}}{q_{i}}}=\log {\Big \langle }{\frac {p}{q}}::P{\Big \rangle }} : логарифм математичного сподівання за розподілом {\displaystyle P} відношення ймовірностей {\displaystyle p/q}. Це розходження з точністю до монотонного перетворення еквівалентне розходженню хі-квадрат[en] {\displaystyle D_{\chi ^{2}}(Q\|P)=\sum _{i=1}^{n}{\frac {(p_{i}-q_{i})^{2}}{q_{i}}}} .

- {\displaystyle D_{\infty }(P\|Q){\stackrel {\mathrm {df} }{\;=\;}}\lim _{\alpha \to \infty }D_{\alpha }(P\|Q)=\log \sup _{i}{\frac {p_{i}}{q_{i}}}} : Логарифм найбільшого відношення ймовірностей {\displaystyle p/q}.

## Чому випадокα=1{\displaystyle \alpha =1}— особливий[уточнити]
Значення {\displaystyle \alpha =1}, яке відповідає ентропії Шеннона і розходженню Кульбака — Лейблера, є особливим, тому що тільки в цьому випадку можна виділити змінні A і X зі спільного розподілу ймовірностей, такі що виконується
{\displaystyle \mathrm {H} (A,X)=\mathrm {H} (A)+\mathbb {E} _{p(a)}\{\mathrm {H} (X|a)\}}
для ентропії, і
{\displaystyle D_{\mathrm {KL} }(p(x|a)p(a)||m(x,a))=\mathbb {E} _{p(a)}\{D_{\mathrm {KL} }(p(x|a)||m(x|a))\}+D_{\mathrm {KL} }(p(a)||m(a))} -
для дивергенції.
Останнє означає, що якщо ми шукатимемо розподіл {\displaystyle p(x,a)}, який зводить до мінімуму розходження деяких основоположних мір {\displaystyle m(x,a)}, і отримаємо нову інформацію, яка впливає тільки на розподіл {\displaystyle a}, то розподіл {\displaystyle p(x|a)} не буде залежати від змін {\displaystyle m(x|a)}.
У загальному випадку розходження Реньї з довільними значеннями {\displaystyle \alpha } задовольняють умовам незаперечності, неперервності та інваріантності відносно перетворення координат випадкових величин. Важливою властивістю будь-яких ентропії і дивергенції Реньї є адитивність: коли {\displaystyle A} і {\displaystyle X} незалежні, з {\displaystyle p(A,X)=p(A)p(X)} випливає
{\displaystyle \mathrm {H} _{\alpha }(A,X)=\mathrm {H} _{\alpha }(A)+\mathrm {H} _{\alpha }(X)}
і
{\displaystyle D_{\alpha }(P(A)P(X)\|Q(A)Q(X))=D_{\alpha }(P(A)\|Q(A))+D_{\alpha }(P(X)\|Q(X))} .
Найсильніші властивості випадку {\displaystyle \alpha =1}, які передбачають визначення умовної інформації і взаємної інформації з теорії зв'язку, можуть бути дуже важливими в інших застосуваннях або зовсім не важливими, залежно від вимог цих застосувань.

## Перехресна ентропія Реньї
Перехресна ентропія {\displaystyle \mathrm {H} _{\alpha }(P,Q)} від двох розподілів з імовірностями {\displaystyle p_{i}} і {\displaystyle q_{i}} ({\displaystyle i=1,...,n}) в загальному випадку може визначатися по-різному (залежно від застосування), але має задовольняти умові {\displaystyle \mathrm {H} _{\alpha }(P,P)=\mathrm {H} _{\alpha }(P)}. Один з варіантів визначення (аналогічну властивість має перехресна ентропія Шеннона):
{\displaystyle \mathrm {H} _{\alpha }(P,Q)=\mathrm {H} _{\alpha }(P)+D_{\alpha }(P,Q)} .
Інше визначення, запропоноване А. Реньї, можна отримати з таких міркувань. Визначимо ефективне число станів системи як середнє геометричне зважене від величин {\displaystyle 1/q_{i}} з вагами {\displaystyle p_{i}}:
{\displaystyle {\overline {n}}=\prod _{i=1}^{n}(1/q_{i})^{p_{i}}} .
Звідси випливає вираз для перехресної ентропії Шеннона
{\displaystyle \mathrm {H} (P,Q)=\log {\overline {n}}=-\sum _{i=1}^{n}p_{i}\log q_{i}} .
Міркуючи аналогічно, визначимо ефективне число станів системи як середнє степеневе зважене від величин {\displaystyle 1/q_{i}} з вагами {\displaystyle p_{i}} і параметром {\displaystyle 1-\alpha }:
{\displaystyle {\overline {n}}=\left(\sum _{i=1}^{n}p_{i}(1/q_{i})^{1-\alpha }\right)^{\frac {1}{1-\alpha }}=\left(\sum _{i=1}^{n}p_{i}q_{i}^{\alpha -1}\right)^{\frac {1}{1-\alpha }}}.
Таким чином, перехресна ентропія Реньї має вигляд
{\displaystyle \mathrm {H} _{\alpha }(P,Q)=\log {\overline {n}}={\frac {1}{1-\alpha }}\log \sum _{i=1}^{n}p_{i}q_{i}^{\alpha -1}={\frac {1}{1-\alpha }}\log {\Big \langle }q^{\alpha -1}::P{\Big \rangle }} .
- Легко бачити, що в разі, якщо розподіли ймовірностей {\displaystyle p} і {\displaystyle q} збігаються, перехресна ентропія Реньї збігається з ентропією Реньї.
- Також при {\displaystyle \alpha \to 1} перехресна ентропія Реньї збігається до перехресної ентропії Шеннона.
- властивість {\displaystyle \mathrm {H} (P,Q)=\mathrm {H} (P)+D_{KL}(P\|Q)\geq \mathrm {H} (P)}, істинна для перехресної ентропії Шеннона, в загальному випадку не має місця. Перехресна ентропія Реньї може бути як більшою, так і меншою від ентропії Реньї.

## Неперервний випадок
Для формального узагальнення ентропії Шеннона на випадок неперервного розподілу служить поняття диференціальна ентропія. Цілком аналогічно визначається диференційна ентропія Реньї:
{\displaystyle \mathrm {H} _{\alpha }(f)={\frac {1}{1-\alpha }}\log \int \limits _{X}^{}{f^{\alpha }(x)}dx} .
Розходження (дивергенція) Реньї в неперервному випадку також є узагальненням розходження Кульбака — Лейблера і має вигляд
{\displaystyle D_{\alpha }(g,f)={\frac {1}{\alpha -1}}\log \int \limits _{X}^{}{g^{\alpha }(x)f^{1-\alpha }(x)}dx} .
Визначення перехресної ентропії, запропоноване А. Реньї, в неперервному випадку має вигляд
{\displaystyle \mathrm {H} _{\alpha }(g,f)={\frac {1}{1-\alpha }}\log \int \limits _{X}^{}{g(x)f^{\alpha -1}(x)}dx} .
У наведених формулах {\displaystyle f(x)} і {\displaystyle g(x)} — деякі функції густини розподілу ймовірностей, визначені на інтервалі {\displaystyle X\subseteq R}, і покладається {\displaystyle \alpha >0}, {\displaystyle \alpha \neq 1} .